# Sefaköy–Başakşehir egysínű vasút
Az Sefaköy–Başakşehir egysínű vasút (monorail) egy tervezett új vasútvonal lett volna Törökországban, mely az eredeti tervek szerint Isztambul városának európai oldalán futott volna 3,4 kilométer hosszan, a Şişhane–Kulaksız–Cemal Kamacı Sportcentrum vonalon. 2012-es tervek szerint az egysínű vasutat 8 vonalon kívánták kiépíteni, a projekt befejezési ideje 2019 lett volna. 2017-ben a tervet elvetették, helyette metrót és könnyűvasutat terveznek.